# Thee 50's high teens
Thee 50's high teens（ジー・フィフティーズ・ハイティーンズ）は1998年に結成された日本のガールズロックバンド。

## 来歴
1998年、ボーカルのトモを中心に福岡県福岡市で結成。バンド名は結成当時のメンバー全員が昭和50年代生まれのハイティーン(16歳～19歳)であったことに由来レトロポップの作風を取り入れたガレージパンクサウンドを展開。
2004年にドイツ、ベルギーツアーを敢行。
幾度のメンバーチェンジを経て福岡から東京へと拠点を移し、2008年にはアメリカツアーを敢行。
2008年活動を停止。
2013年12月、福岡のライブハウスにて一夜限りの復活ライブを開催。
2018年3月、トモが音源制作を表明。何年かかっても必ずリリースすると最後のライブの時に約束した「青春懺悔ロック」の音源化に向けて活動すること、本曲のリリース後にthee 50's high teensを正式に解散とし、その後は自身もthee 50's high teensの名前を看板に掲げない意向であることを発表した。

## メンバー
オリジナルメンバー
- トモ(Bass & Lead Vocal)
- ミカ(Guitar & Screaming)
- ヨシヤス(Organ & Screaming)
- リカ(Drums & Chorus)

在籍したメンバー
- シマ(Organ & Screaming)
- ヒライ(Guitar & Chorus)
- マキ(Drums & Chorus)
- ハニー(Guitar & Screaming)
- ケイ(Organ & Screaming)
- スー(Drums & Chorus)
- ロケミ(Guitar & Screaming)
- ヤヨイ(Organ & Screaming)
- ヨッチ(Organ & Screaming)
- ナミ(Guitar & Screaming)
- ナオナオ(Drums & Chorus)
- ヨリコ(Organ & Chorus)
- ミカリ(Guitar & Chorus)

## ディスコグラフィー

### アルバム
- ジー・フィフティーズ・ハイティーンズ [2003/9/25]
- THEE 50'S HIGHTEENS - USA[2004/3/9]
- PUNCH DE BEAT [2005/12/7]
- LIVE & SESSIONS[2006/11/20]
- LIVE IN KYOTO-TOKYO 2003[2006/11/20]

### 自主制作ミニアルバム
- Cover Of Hit Songs Vol.1
- カヴァー オブ ヒット ソングス Vol.2

### ミニアルバム
- End&Rond [2010/2/17]

### シングル
- バラをあの娘に/レッツ・ゴー！ジャンジャン[2004/12/21]
- Hallo! Berlin[2009/1/21]

### ＤＶＤ
- ROLLING HIGH TEENS REVUE[2006/11/20]